# Omloop van het Waasland 2005
De 41e editie van de Belgische wielerwedstrijd Omloop van het Waasland vond plaats op 13 maart 2005. De start en finish vonden plaats in Kemzeke. De winnaar was Gorik Gardeyn, gevolgd door Ludo Dierckxsens en Michiel Elijzen.

## Uitslag
| Omloop van het Waasland 2005 |                     |                                                   |          |
| Plaats                       | Naam                | Ploeg                                             | Tijd     |
| Winnaar                      | Gorik Gardeyn       | Mr Bookmaker.com                                  | 4u30'00" |
| 2                            | Ludo Dierckxsens    | Landbouwkrediet-Colnago                           | z.t.     |
| 3                            | Michiel Elijzen     | Rabobank Continental Team                         | z.t.     |
| 4                            | Glenn D'Hollander   | Landbouwkrediet-Colnago                           | z.t.     |
| 5                            | Hans Dekkers        | Rabobank Continental Team                         | 0'29"    |
| 6                            | Tom Stamsnijder     | Rabobank Continental Team                         | z.t.     |
| 7                            | James Vanlandschoot | Landbouwkrediet-Colnago                           | z.t.     |
| 8                            | Niko Eeckhout       | Chocolade Jacques-T Interim                       | z.t.     |
| 9                            | Tim Meeusen         | Drukkerij Van Lijsebetten - Bodyrepair - Bikeland | z.t.     |
| 10                           | Michael Blanchy     | Jartazi Granville Team                            | z.t.     |

1965 · 1966 · 1967 · 1968 · 1969 · 1970 · 1971 · 1972 · 1973 · 1974 · 1975 · 1976 · 1977 · 1978 · 1979 · 1980 · 1981 · 1982 · 1983 · 1984 · 1985 · 1986 · 1987 · 1988 · 1989 · 1990 · 1991 · 1992 · 1993 · 1994 · 1995 · 1996 · 1997 · 1998 · 1999 · 2000 · 2001 · 2002 · 2003 · 2004 · 2005 · 2006 · 2007 · 2008 · 2009 · 2010 · 2011 · 2012 · 2013 · 2014 · 2015 · 2016 · 2017 · 2018 · 2019 · 2020 · 2021 · 2022 · 2023 · 2024